# Crunchies
Crunchies foi um prêmio do setor tecnológico concedido de 2007 a 2017 por vários blogs de tecnologia às empresas do Vale do Silício e capitalistas de risco que eles cobrem.
Os prêmios foram patrocinados e co-hospedados por blogs como GigaOm, TechCrunch, VentureBeat e ReadWriteWeb (que não participam mais) e tabulados a partir de votos em seus sites. Os prêmios foram entregues em cerimônias que ocorreram em vários teatros em São Francisco, na Califórnia.
O prêmio consiste em uma escultura de plástico de um primata em cima de um computador com um osso na mão, é uma referência às cenas de abertura de 2001: Uma Odisséia no Espaço, ou possivelmente a uma cena paródia do filme Zoolander.
Em 9 de novembro de 2017, a Techcrunch anunciou que a premiação terminaria como parte da simplificação das operações da controladora Verizon Communications.